# Planchonella crenata
Planchonella crenata är en tvåhjärtbladig växtart som beskrevs av Jérôme Munzinger och Swenson. Planchonella crenata ingår i släktet Planchonella och familjen Sapotaceae. Inga underarter finns listade i Catalogue of Life.